# Walter Gross (musicien)
Pour les articles homonymes, voir Walter Gross et Gross.
Walter Gross (né le 14 juillet 1909 à New York, mort le 27 novembre 1967 à Los Angeles) est un compositeur, pianiste, arrangeur et chef d'orchestre américain.
Il est surtout connu en tant qu'auteur de la chanson de 1946 intitulée Tenderly.

## Biographie
Né à New York en 1909, Walter Gross donne son premier récital à l'âge de 10 ans. Dans les années 1920, il passe à la radio en tant que pianiste, et commence sa carrière dans des groupes de jazz dans les années 1930. En 1942 il dirige l'orchestre de Frank Sinatra. Après avoir fait son service militaire durant la seconde guerre mondiale, il travaille chez Musicraft Records. En 1946 il est contacté par le parolier Jack Lawrence, qui lui demande l'autorisation d'ajouter des paroles sur certaines de ses compositions. Au début Gross est réticent, peu satisfait des paroles. Cependant un des titres est enregistré par Sarah Vaughan et atteint un succès d'estime, qui marque la transition entre sa période jazz et une musique plus populaire. Rosemary Clooney enregistre Tenderly en 1952, qui devient un grand succès. D'autres chansons sont enregistrées notamment par Billie Holiday, Nat "King" Cole, Tony Bennett, Louis Armstrong, Chet Baker, Duke Ellington, Bill Evans, Oscar Peterson, Kenny Burrell, Lionel Hampton, Stan Kenton, Eric Dolphy, The Dominoes, Vic Damone, et Chet Atkins.
Gross finit sa carrière à Los Angeles où il meurt en 1967.